# 허 무공
허 무공(許 武公)은 허나라의 남작이다. 허 강남의 아들이다.